# Annibale Albani
Annibale Albani (1682-1751) fue un cardenal camarlengo de la Iglesia de Roma y escritor de Italia.

## Biografía
Annibale, nació en Urbino y fue un cardenal camarlengo, camarero del Papa y se encargaba de las rentas de la Cámara Apostólica, y también fue obispo de Sabina.
Annibale era sobrino de Clemente XI y  hermano de Giovanni Francesco Albani (1720-1803), obispo suburvicario, dean del sacro colegio y cardenal italiano, y Annibale sobresalió por sus  inagotables recursos en las intrigas, primera cabeza en el Colegio de Roma, y gobernó el Cónclave por la superioridad  de su genio, la autoridad de su cargo y sus maneras imperativas.
Annibale, como escritor, dejó entre otras obras, una memoria sobre la ciudad de Urbino, un monologion griego, en griego y en latín, un pontifical romano con bellas láminas de Van-Horly, la colección de las obras de Clemente XI, epístolas en homenaje al colegio de los cardenales y a Juan V de Portugal, así como el prefacio que antecede a las arengas,  un discurso sobre el obelisco del Vaticano y oraciones en el funeral de Augusto II de Polonia.

## Obras
- Clementis Undecimi Pontificis Maximi Orationes consistoriales, Romae, 1722.
- Discorso sopra il  nuovo ornato della guglia di S. Pietro, Roma, 1723.
- Memorie sopra la citta d'Urbino, Roma, 1724, in-fol.
- Monologium graecorum, 1727, 3 vols., in-fol.
- Ragguaglio delle solenni esequie fatte celebrare in Roma nella Basilica di S. Clemente....., Roma, 1733.
- Pontificale romanum, Bruxelles, 1735, 3 vols. in-8º.